# Пролетарский район (Тула)
Пролета́рский райо́н — район города Тулы, находящийся в северо-восточной части города.
В рамках организации местного самоуправления с  2015 года вместе с частью упразднённого с 1 января 2015 года Ленинского муниципального района образует Пролетарский территориальный округ единого муниципального образования город Тула.

## История
Пролетарский район образовался в 1936 году. Ранее он назывался Чулковским, по названию села Чулково, которое в начале XVII века принадлежало тульскому помещику Ф. Д. Чулкову. Развитие оружейного и металлургического дела в Туле и наличие близлежащего оружейного завода способствовало тому, что большинство населения района с конца XVII века трудилось в различных ремесленных сферах. Это обстоятельство запечатлелось в названиях многих улиц Пролетарского района. Так, в районе есть улицы Патронная, Гармонная, Ложевая и Замочная.
До регулярного плана застройки Тулы, изданного в 1779 году, дома в районе строились невпопад. Позже появилась классическая прямоугольная распланировка, благодаря которому к концу XVIII века район приобрёл чёткие стандартные кварталы. К середине XIX века там начали появляться первые медицинские и культурно-образовательные учреждения. В XX веке в район были включены многие близлежащие посёлки, такие как Кировский, Криволучье, Глушанки, Новомедвенский, Советский, Комарки, Бытовки.
Во 2 половине 1980-х годов в Пролетарском районе в границах улиц Пролетарская-Декабристов-Кирова-Епифанская началось массовое строительство 9-этажных жилых домов на месте частных домовладений.
С 1 января 2015 года Пролетарский район города Тулы и 49 сельских населённых пунктов Ленинского района Тульской области входят в Пролетарский территориальный округ, организованный в рамках соответствующего муниципального образования Тулы.

## Население района
| 1970     | 1979     | 1989     | 2002     | 2009     | 2010     | 2012     |
| -------- | -------- | -------- | -------- | -------- | -------- | -------- |
| 142 152  | ↗161 977 | ↘159 853 | ↗161 930 | ↘154 293 | ↗156 450 | ↘155 749 |
| 2013     | 2014     | 2015     | 2016     | 2017     | 2018     | 2019     |
| ↘154 184 | ↘153 157 | ↘152 328 | ↘151 634 | ↘150 774 | ↘149 944 | ↘148 756 |
| 2020     | 2021     |          |          |          |          |          |
| ↘147 652 | ↘145 329 |          |          |          |          |          |

## Микрорайоны
В район города входят микрорайоны: «Глушанки», микрорайон «Кировский», микрорайон «Криволученский», микрорайон «Металлургов», микрорайон «Новое Чулково», микрорайон «Площадка», микрорайон «Северо-восточный».

## Территориальный округ
В состав Пролетарского территориального округа, организованного в 2015 году в рамках МО г. Тула, входят Пролетарский район города Тулы и 49 сельских населенных пунктов Ленинского района области.

## Транспорт
Пролетарский ТО соединяется с Центральным ТО двумя мостами: Чулковским и Восточным обводом, а с Зареченским ТО — тремя: Демидовским мостом, мостом по ул. Сызранская, мостом по ул. Карпова. В Пролетарском ТО действует трамвайный (3, 7, 9, 10, 11, 13, 15 маршруты) и автобусный (3, 5, 5л, 7, 12, 16, 18, 21, 21а, 23, 24, 25, 28, 40, 44, 102, 102к, 121, 138, 153, 155 маршруты), маршрутки (4, 12/15, 32, 33, 34, 61, 62, 64, 65) транспорт.

## Культура
- Дом культуры «Серп и молот» — построен в 1929 году и расположен на пересечении улиц Степанова и Чапаева. В годы Великой Отечественной войны в нём располагался госпиталь, в начале 2000-х годов — кинотеатр «Серп и молот», а сейчас в нём диско-клуб «Мёд».
- Дом культуры «Комбайностроителей» — построен в 1963 году. В настоящее время в здании размещается ТЦ Кировский.
- Дом культуры «Металлургов».

## Достопримечательности

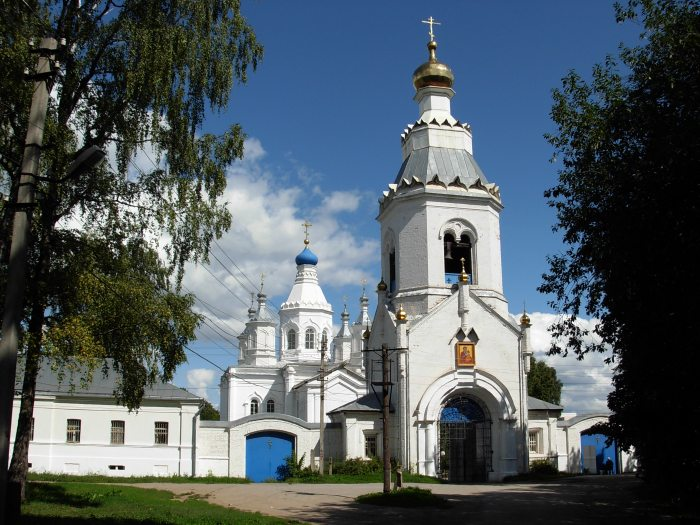
Богородичный Щегловский монастырь

В 1997 году в здании бывшего кинотеатра «Заря» был открыт музей художника Порфирия Никитича Крылова. В коллекции музея представлены многие работы художника, а также материалы повествующие о его жизни и творчестве. В 2000 году на углу улиц Кирова и Ложевой установили стелу, в виде домовой трубы и вынимающегося из неё меча, в память о пролетарцах, погибших в годы Великой Отечественной войны.

## Религиозные сооружения
1. Богородичный Щегловский монастырь
2. Храм Феодосия Черниговского (ул. Калинина, 34-а) (1903)
3. Храм Димитрия Солунского (Кладбищенский пер., д.1) (1795—1801)
4. Храм Рождества Христова (ул. К. Маркса, 20) (1732)
5. Храм Донской иконы Божией Матери (ул. Марата, 39-а) (1995)
6. Храм во имя святителя Луки (Домовый, при детской областной больнице, ул. Бондаренко, 39) (2006)
7. Храм во имя иконы Божией Матери «Целительница» (домовый, при Тульской областной больнице, ул. Яблочкова, 1-а) (1996)

## Образование
В Пролетарском ТО располагаются 14 школ, 3 гимназии, 2 лицея, 1 ВУЗ и 28 дошкольных учреждений.

## Спорт
На территории ПТО расположены стадион «Металлург», 28 спортивных залов, 1 плавательный бассейн, несколько тренажерных залов.

## Торговля
В Пролетарском ТО находятся 470 торговых предприятий, среди них 123 продовольственных, 223 непродовольственных, 124 предприятия общественного питания, продуктовый рынок в ТЦ «Континент», 8 торговых центров («Макси», «Пролетарский», «Демидовский», «Лагуна», «Континент», «Металлург», «РИО», «Кировский», «Милан»). 2 продуктовых гипермаркета («Спар», «Магнит»). 

## Предприятия
На территории ПТО находятся более 14 строительных организаций и 20 промышленных предприятий, среди которых такие как:
- КБ Приборостроения
- Тулачермет
- Комбайновый завод
- Завод «ШТАМП»
- Патронный завод
- СПЛАВ
- ПОЛЕМА
- ЕВРАЗ Ванадий Тула